# Cephalocereus
Cephalocereus é um gênero botânico de cinco espécies da família Cactaceae. Nativo do México, segundo o Reflora a unica espécie cultivada no Brasil é a C. senilis.

## Descrição
Cacto colunar que em seu habitat natural pode alcançar 15 metros de altura. com ramas que saem obliquamente do talo principal. Cultivado em interior pode alcançar 40 cm. Tem em geral 8 costelas alçadas com margens agudas, aréolas muito lanosas com pacotes de espinhos amarelos ou marrons, as vezes ocultos por uma cabeleira. As características desse gênero são os pelos brancos e grisalhos que recobrem a planta, em especial na parte da cabeça, que vem o nome, conhecido como cacto cabeça de velho. As plantas são as vezes muito similares as do gênero Espostoa.
As flores, que brotam da cabeça, tem forma de tubo largo e piloso com breve corola muito alargada. Duram só uma noite, desenvolve frutos globosos que abrem ao secar, mostrando as sementes negras. Cephalocereus floresce sozinho em exemplares adultos, e por tanto, dado que seu crescimento é lentíssimo, é quase impossível que aconteça em viveiro.
Esses cacto requerem muitas horas de exposição ao sol. Suportam bem o calor e as temperaturas baixas. Rega abundante no verão, sobre toda planta exposta ao sol, e quase inexistente no inverno.

## Sinônimos
- Haseltonia Backeb.
- Neodawsonia Backeb.
- Pilocereus Lem.

## Espécies
- Cephalocereus apicicephalium E. Y. Dawson
- Cephalocereus columna-trajani (Pfeiff.) K. Schum.
- Cephalocereus nizandensis (Bravo & T. Mac Doug.) Buxb.
- Cephalocereus parvispinus S. Arias, H. J. Tapia & U. Guzmán
- Cephalocereus senilis (Haw.) Pfeiff.